# Giallo indiano

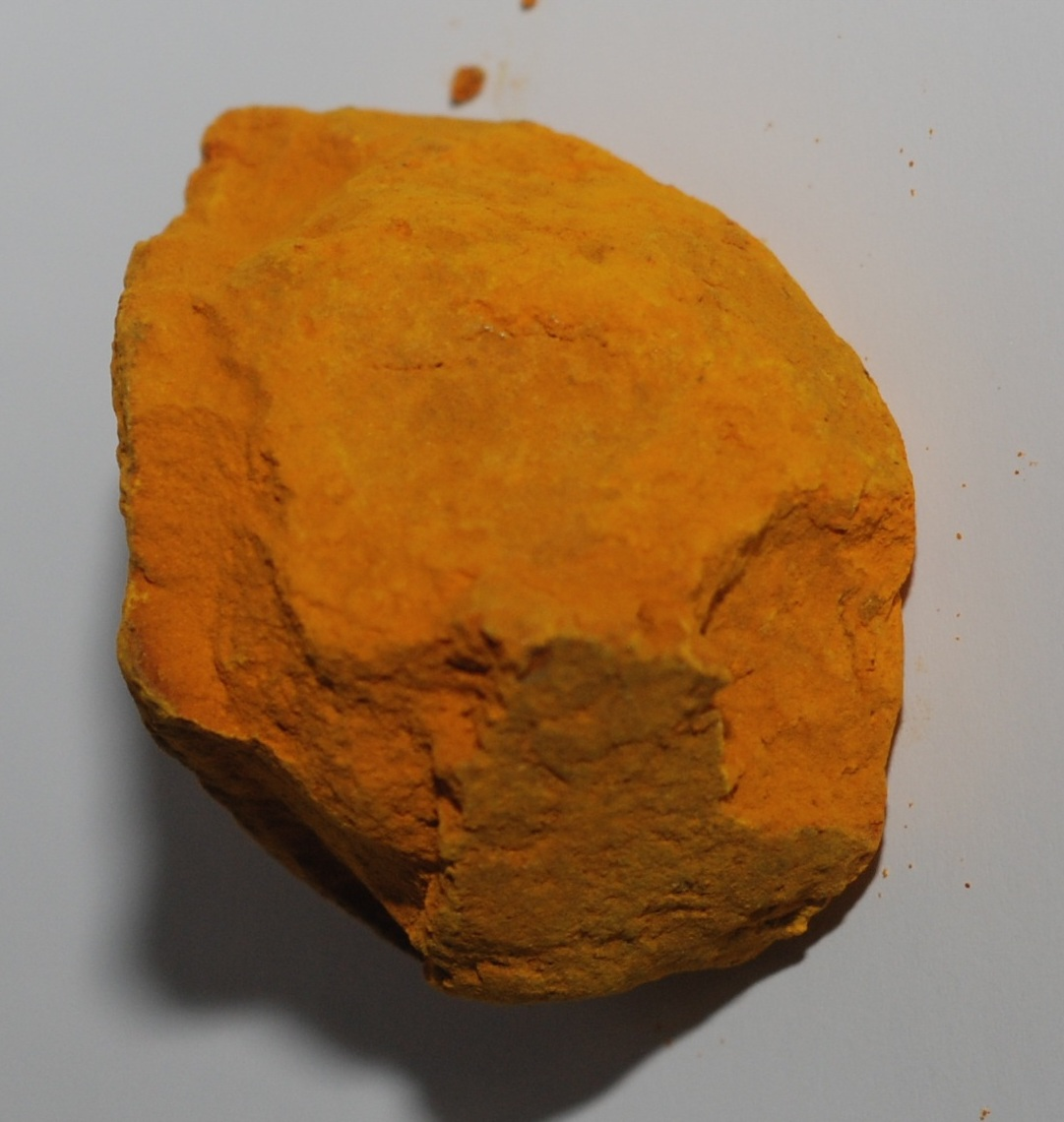
Giallo indiano, historical dye collection of the Technical University of Dresden, Germany

Il giallo indiano è un pigmento organico sviluppato in Asia nel V secolo, si tratta di euxantato di magnesio. Si otteneva da urina di vacca nutrita a foglie di mango, mescolata con allume di potassio, solfato di magnesio, sali di ammonio e acqua e euxantato.
La sua formula chimica è C19H16MgO11•6H2O.
È noto anche come purrea, puerì, prusi e giallo euxantato.